# Félix Liebrecht
Félix Liebrecht — né à Namslau en Silésie prussienne le 13 mars 1812 ; décédé à Saint-Hubert le 3 août 1890 — est un auteur belge initiateur de la science du folklore. Après des études de philologie aux universités de Breslau, Munich et Berlin, il devient, en 1867, professeur d'allemand à l'Athénée royal de Liège. Il démissionne de sa chaire et se retire en 1867. Il est le grand-père de l'écrivain Henri Liebrecht.